# 勒菲·伊什特万

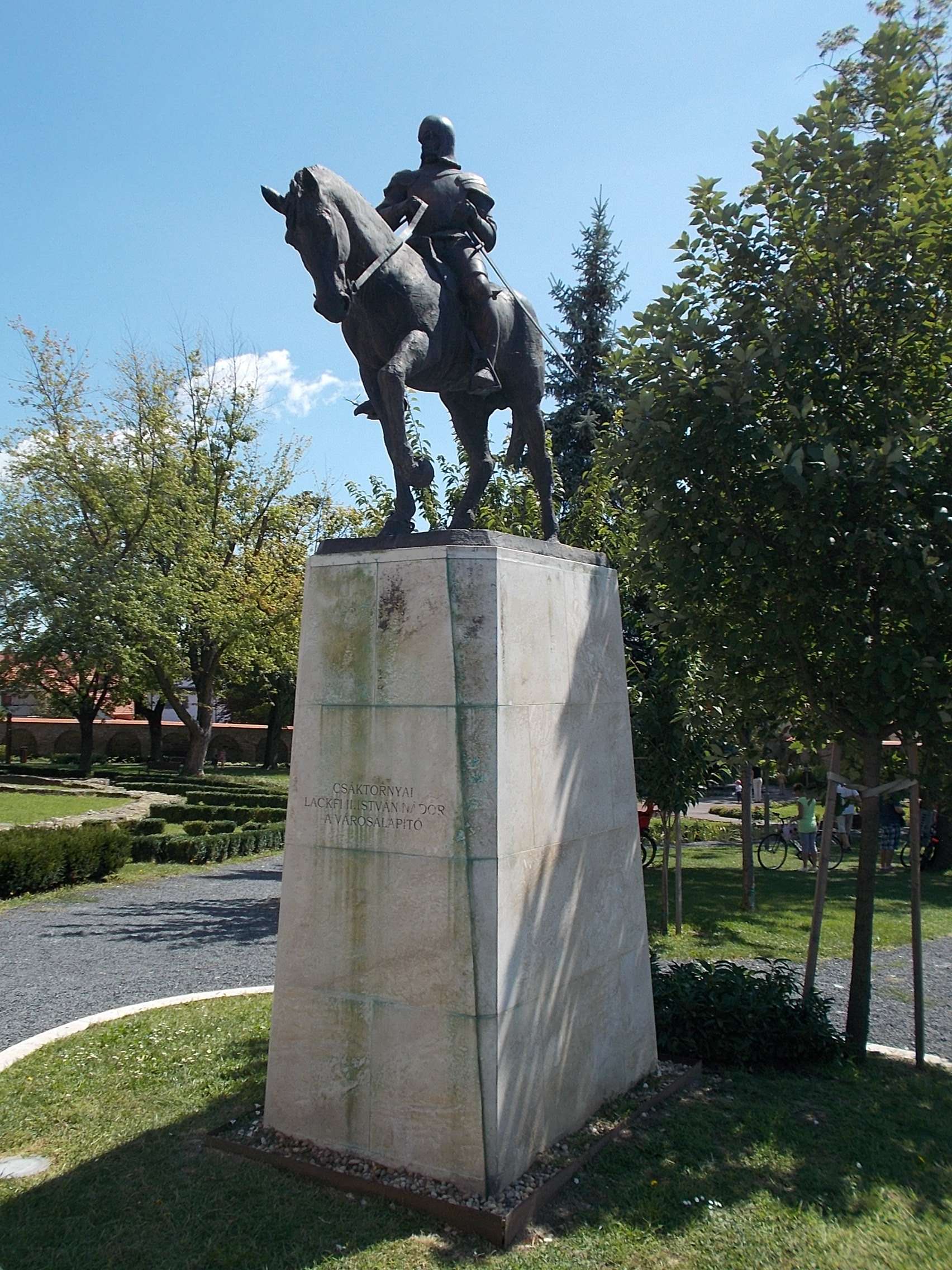
位於匈牙利凱斯特海伊的勒菲·伊什特万雕像

勒菲·伊什特万（匈牙利語：Lackfi (II.) István，?—1397年2月27日）是一位来自達爾馬提亞的拉克菲家族成員。他在克里熱夫齊屠杀中被西吉斯蒙德的支持者殺死。他的莊園被王室没收，其中位於梅吉穆列縣的莊園被卖给了赫尔曼二世。